# يحيى بن عروة
يحيى بن عروة بن الزبير بن العوام الأسدي عالم من أعيان المدينة، وله رواية قليلة للحديث. هو ابن أخي عبد الله بن الزبير، وأمه هي أخت مروان بن الحكم! وفد على الخليفة عبد الملك بن مروان (ابن خاله)، وسأله أن يرد على آل الزبير أموالهم. فذكر عبد الملك عبد الله بن الزبير بكلمات استفزت يحيى، فقال يحيى:" إن عبد الله لا يُسمعنا فيكم شيئاً نكرهه"، فرد عبد الملك:"ولن تسمع منّا شيئاً تكرهه"، ورد عليه أمواله.
لما تولى هشام بن عبد الملك، ولى على المدينة إبراهيم بن هشام المخزومي سنة 106 هـ (724-725م) فضيق على آل الزبير، وشكا يحيى إلى الخليفة. ثم تدوال الناس أبياتاً ليحيى تعرض بإبراهيم بن هشام، فقيل أنه ضرب يحيى حتى مات.

## سيرته
‌يحيى ‌بن ‌عروة بن ‌الزبير ‌بن ‌العوام، القرشي، الأسدي، حجازي، ويكنى أبا عروة، وأمه أم يحيى بنت الحكم بن أبي العاص بن أمية بن عبد شمس 
- ذكره محمد بن سعد في الطبقة الرابعة وقال: ‌يحيى ‌بن ‌عروة ‌بن ‌الزبير ‌بن ‌العوام ويكنى أبا عروة.[4]
- وذكره خليفة بن خياط في الطبقة السادسة، وقال: يحيى ومحمد وعثمان بنو عروة بن الزبير، أمهم أم يحيى بنت الحكم ابن أبي العاص بن أمية بن عبد شمس.[5]

## أسرته
ولد يحيى بن عروة:
1. عروة: وأمه زينب بنت عبيدة بن المنذر بن الزبير بن العوام.
2. ومروان الأكبر بن يحيى.
3. ومحمداً الأكبر.
4. والزبير، لا بقية لهم.
5. وأم يحيى.
6. وأسماء: وأمهم أم إبراهيم بنت إبراهيم بن عبد الله بن نعيم بن النحام العدوى.
7. والحكم بن يحيى.
8. وأم عبد الله.
9. وعائشة: وأمهم أيضاً أم إبراهيم بنت إبراهيم بن عبد الله بن نعيم بن النحام.
10. وعبد الملك بن يحيى.
11. ومروان.
12. ومحمداً لأم ولد.[4]

وله من الأخوة
1. هشام.
2. وعبد الله.
3. ومحمد.
4. وعثمان.
5. وإسماعيل.
6. وإبراهيم.[6]

## روايته للحديث
روى عن:
أبيه عروة بن الزبير، في الطب.
روى عنه:
1. الزهري: في (الأدب) و (الطب) و (التوحيد).[8]
2. ومحمد بن إسحاق.[9]
3. أيوب السختياني.
4. والضحاك بن عثمان، وغيرهم.[10]
5. وأخوه هشام بن عروة.
6. وابن عجلان.
7. ومحمد بن عقبة.
8. ومحمد بن عمرو بن علقمة.[11]

أقوال العلماء عنه:
1. قال ابن سعد: وكان قليل الحديث.[4]
2. قال ابن أبي حاتم، سمعت أبي يقول: يقال أنه كان أعلم من هشام بن عروة.[12]
3. ذكره ابن حبان في كتابه "الثقات".[13]
4. أخرج البخاري في الأدب والطب والتوحيد عن الزهري عنه عن أبيه.[14]
5. قال ابن حجر: يحيى ‌ابن ‌عروة ‌ابن ‌الزبير ‌ابن ‌العوام الأسدي أبو عروة المدني ثقة.[15]
6. قال الزبير بن بكار: وأما يحيى بن عروة، فكان من أشرف بني عروة.[16]